# ABS (satellitoperatör)
ABS är en global satellitoperatör som ingår i Bermuda. Dess tjänster omfattar satellit-TV, cellulära tjänster och internettjänster. Med 6 kommunikationssatelliter täcker satellitflottan för närvarande 93% av världens befolkning, inklusive Amerika, Afrika, Asien, Stillahavsområdet, Europa, Mellanöstern, Ryssland och oberoende stater.